# Heinrich Moldenschardt
Heinrich Moldenschardt, né le 25 janvier 1839 à Fiefbergen et mort le 1er septembre 1891 à Kiel, est un architecte allemand.

## Biographie
Moldenschardt est disciple de Gottfried Semper et devient l'un des architectes les plus prolifiques de Kiel et du Schleswig-Holstein dans la seconde moitié du XIXe siècle. C'est un représentant de l'historicisme en Allemagne du Nord. Moldenschardt est aussi créateur de meubles et architecte d'intérieur. Son petit-fils, Heiner Moldenschardt (1929–2011), fut également architecte.
La tombe d'Heinrich Moldenschardt se trouve au cimetière du Sud de Kiel, ornée de son profil en médaillon.

## Quelques réalisations
- 1866: Clocher de Bornhöved[1]
- 1873-1874: Extérieur de l'église de Lebrade[1]
- 1875-1878: Thaulow-Museum (de) de Kiel
- Vers 1876: Intérieur du yacht impérial, le SMY Hohenzollern[1]
- 1877-1885: Diverses gares de la ligne de chemin de fer Kiel–Flensburg de la Compagnie du chemin de fer Kiel-Eckernförde-Flensbourg (de), par exemple la gare d'Eckernförde (de), la gare d'Altenhof (de), la gare de Sörup (de) et le projet de la gare de Gettorf, jamais construite[1]
- 1879: Monument aux morts du Schlossgarten de Kiel, inauguré en 1879, avec une frise de personnages sculptés par le sculpteur berlinois Rudolf Siemering[1]
- Vers 1881: Mausolée du parc du château de Noer (de)[1]
- Vers 1882: Fonderie du chantier naval Howaldtswerft (de) (aujourd'hui HDW) à Kiel, devenu depuis mai 2007, musée de l'Industrie[1]
- 1884: Villa Sauermann (de) à Flensbourg
- 1887-1891: Église Saint-Gall (de) de Galmsbüll[1]
- 1889-1890: Entrepôt de la fabrique de spiritueux Lehment à Kiel, Fabrikstraße 8[1]

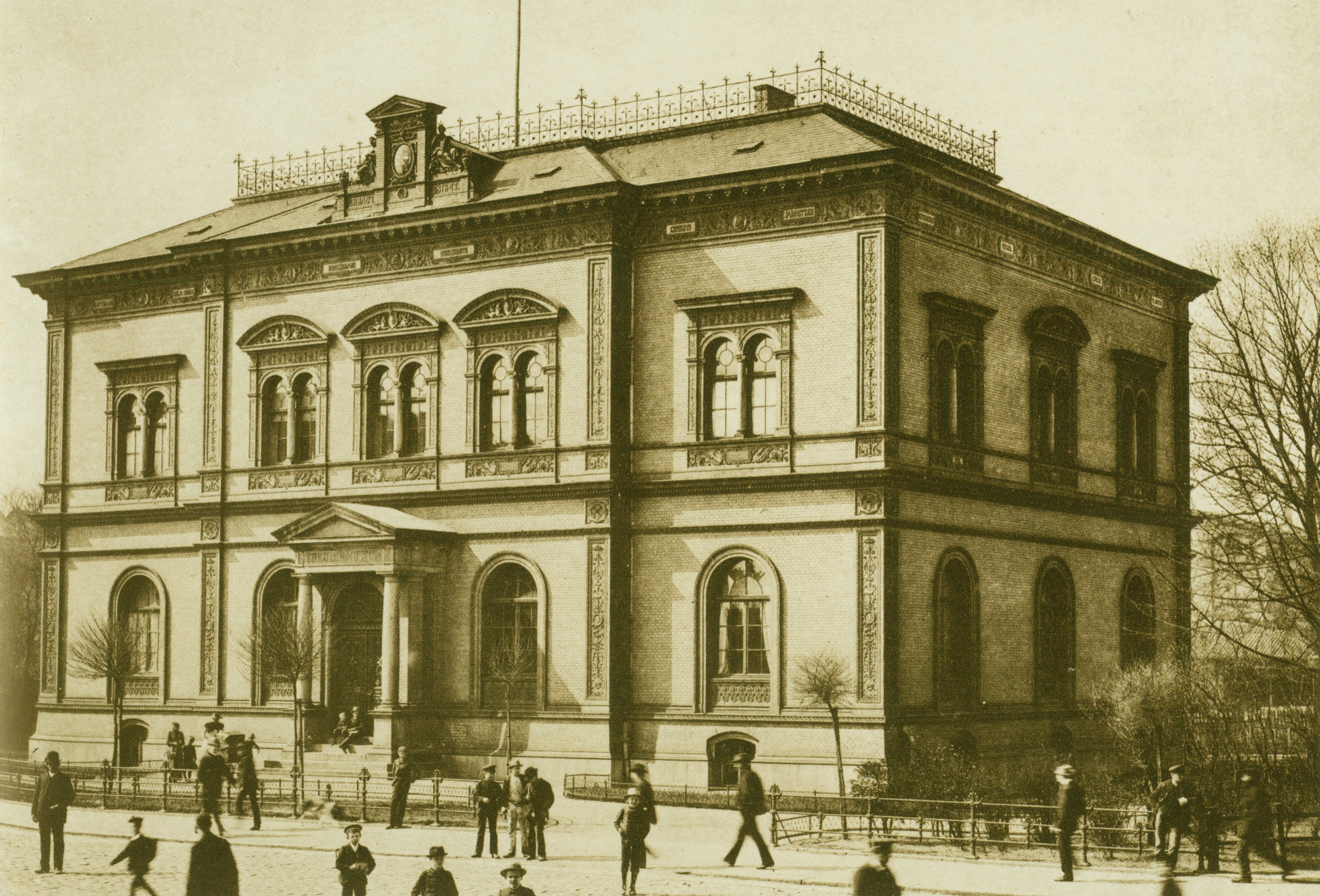
Le Thaulow-Museum de Kiel
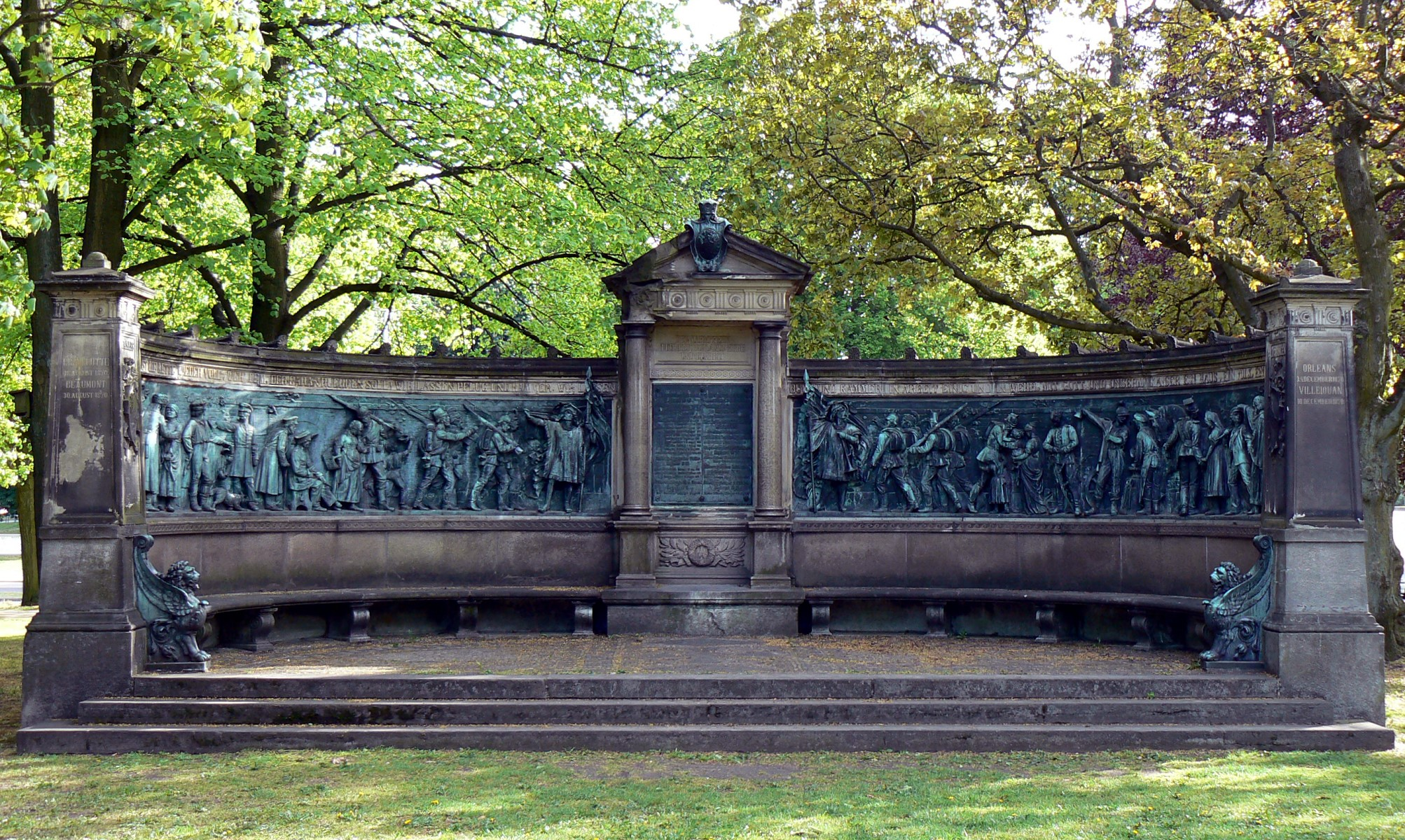
Monument aux morts du Schlosspark de Kiel
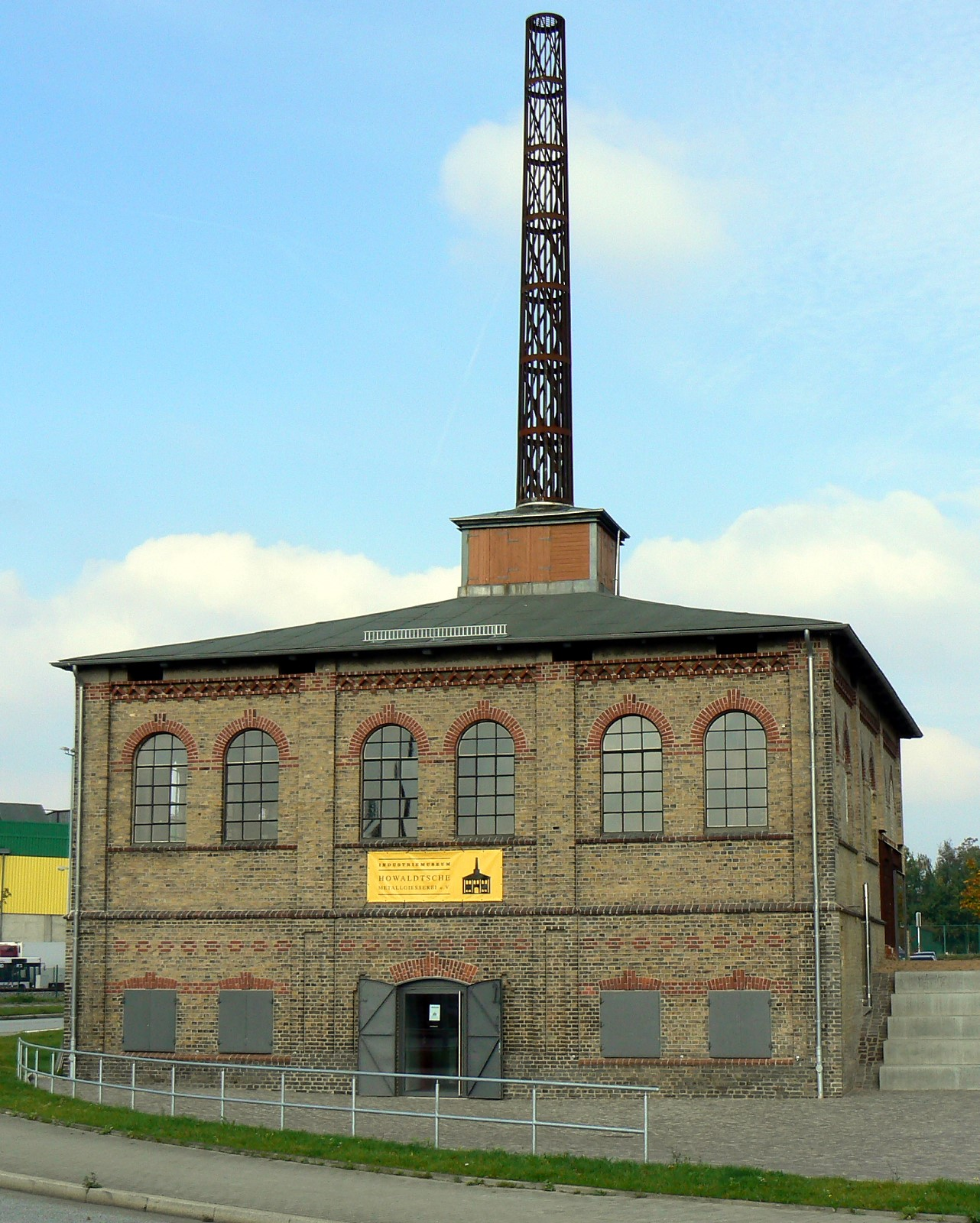
Ancienne fonderie du chantier naval de Howaldt
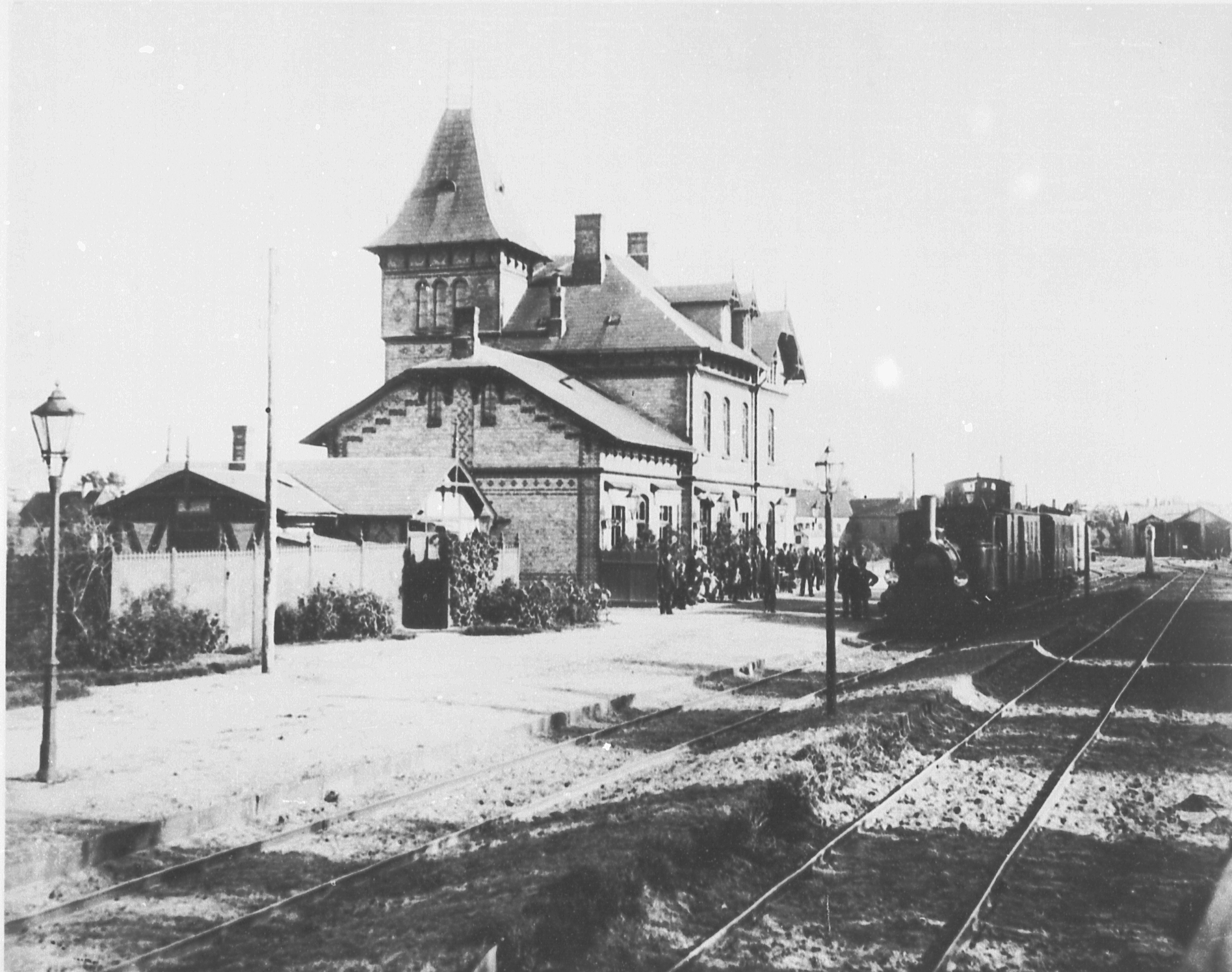
Ancienne gare d'Eckernförde
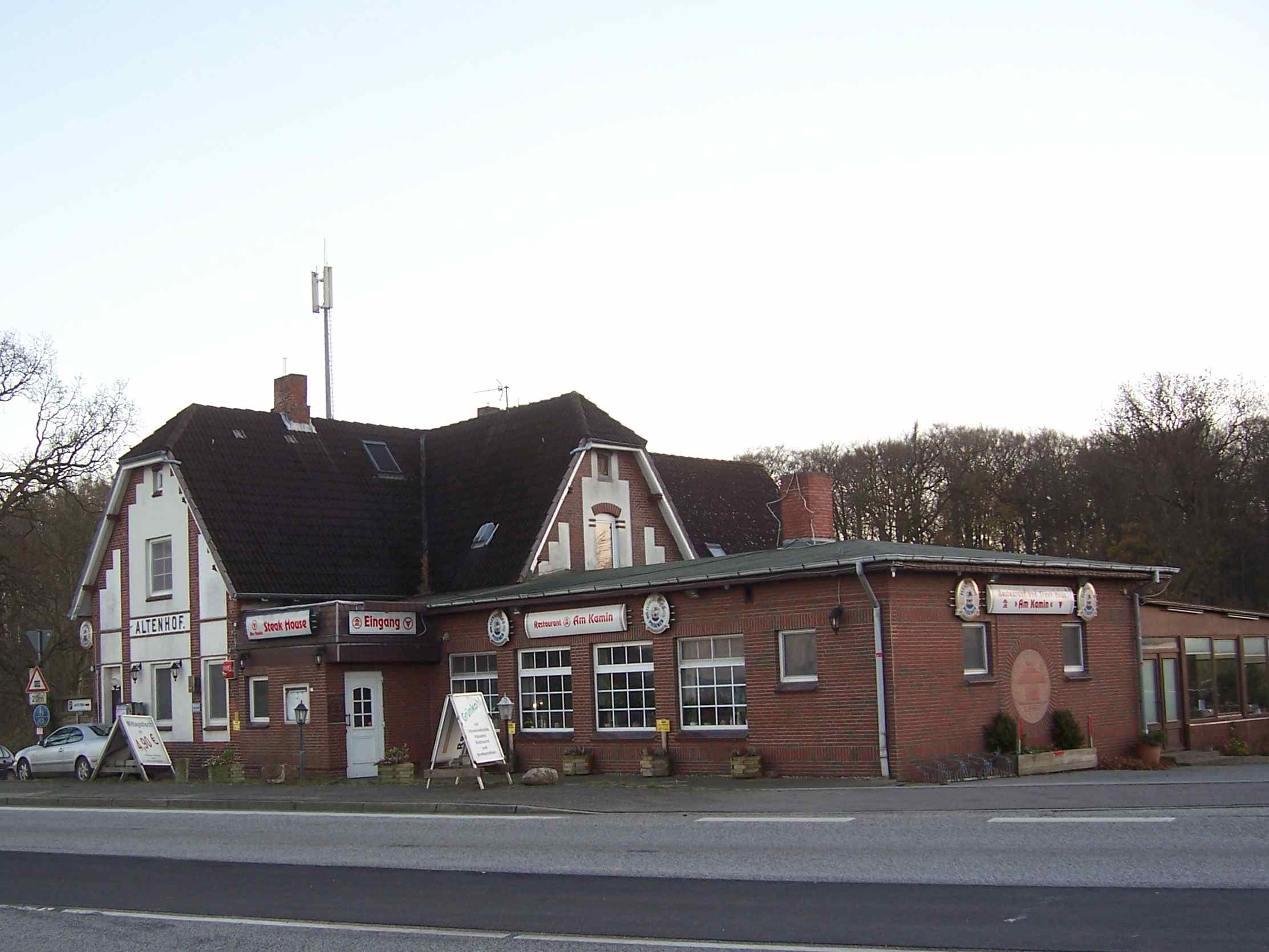
Ancienne gare d'Altenhof
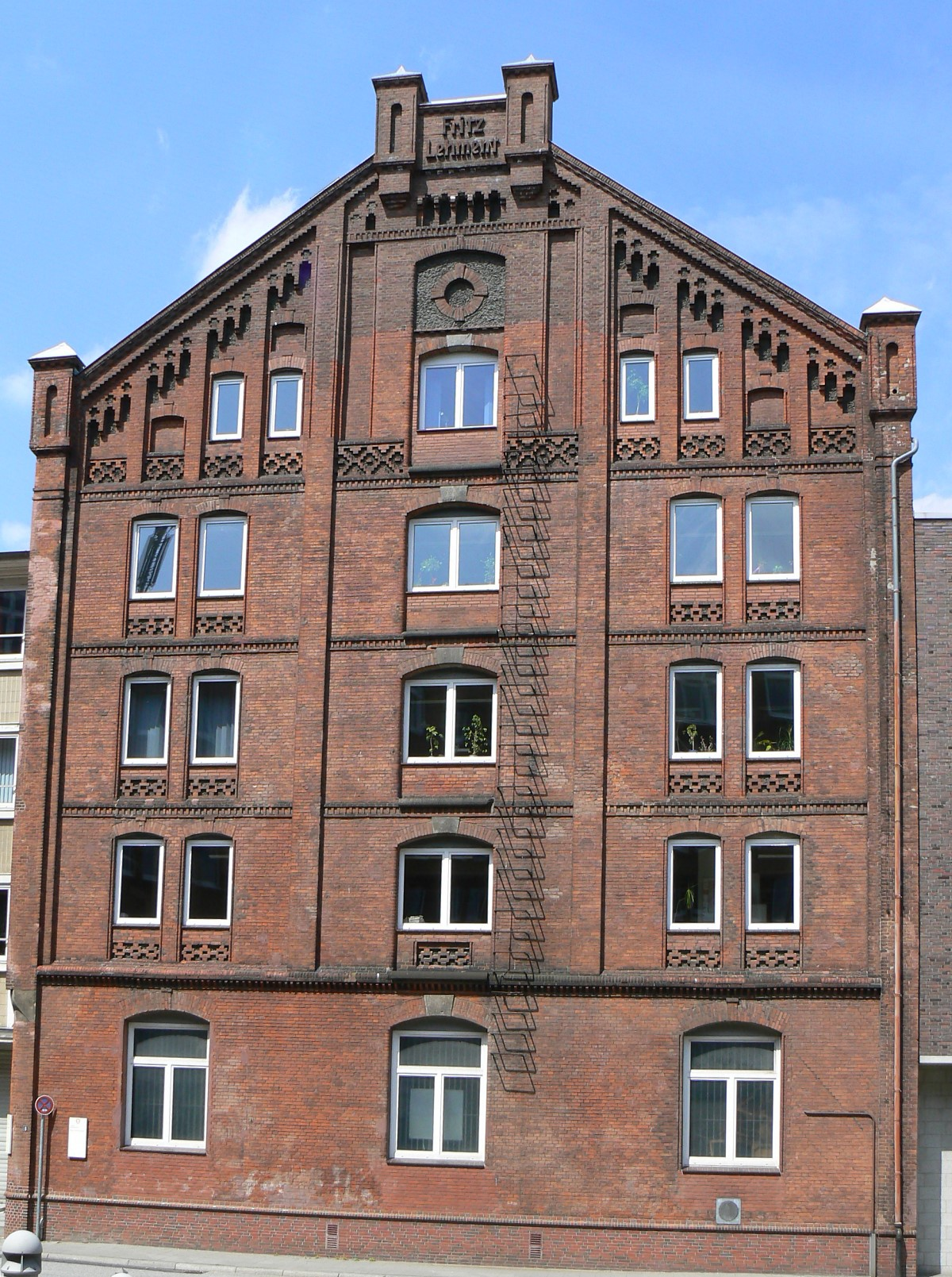
Entrepôt des établissements Lehment à Kiel
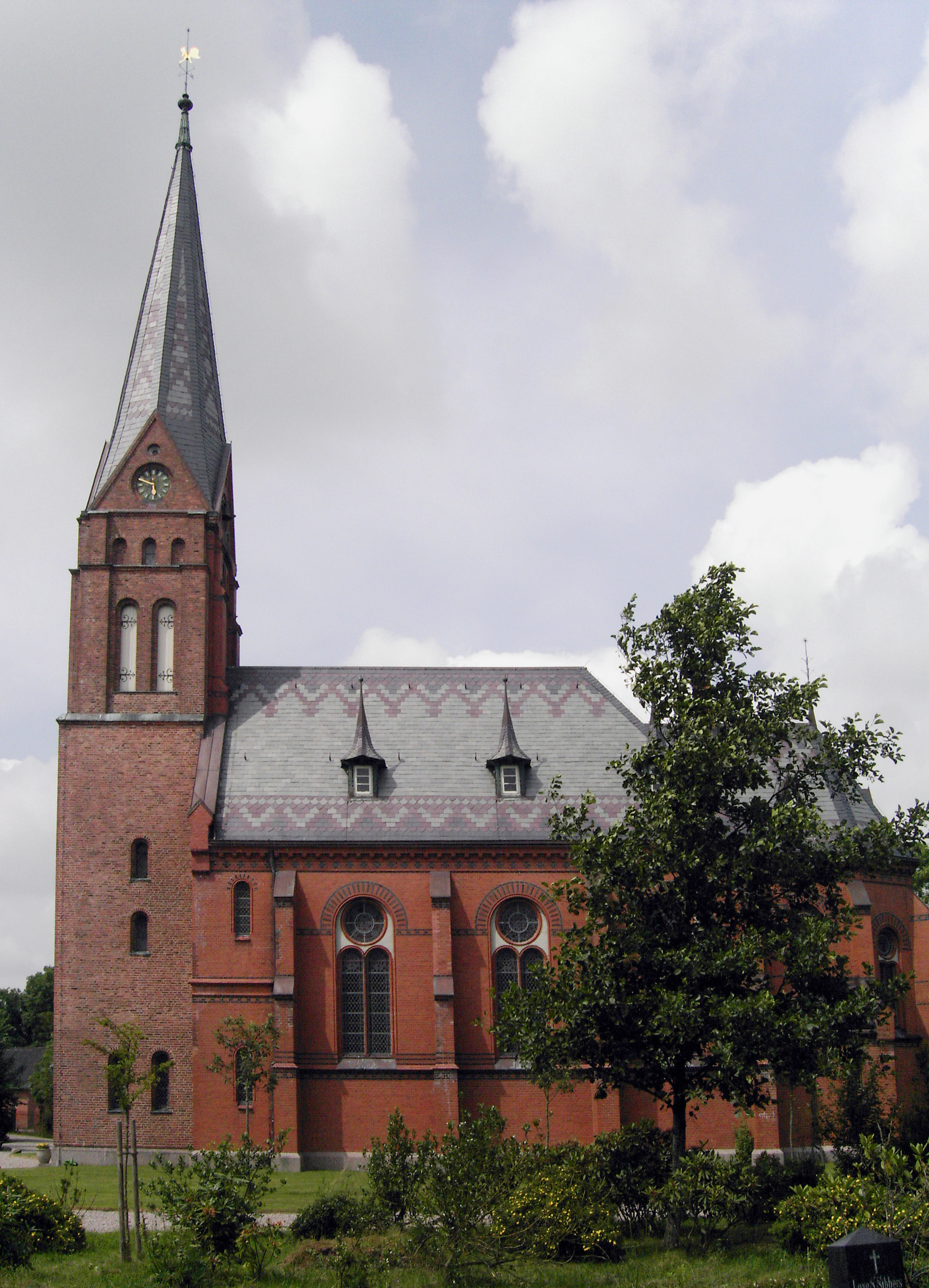
Église Saint-Gall de Galmsbüll
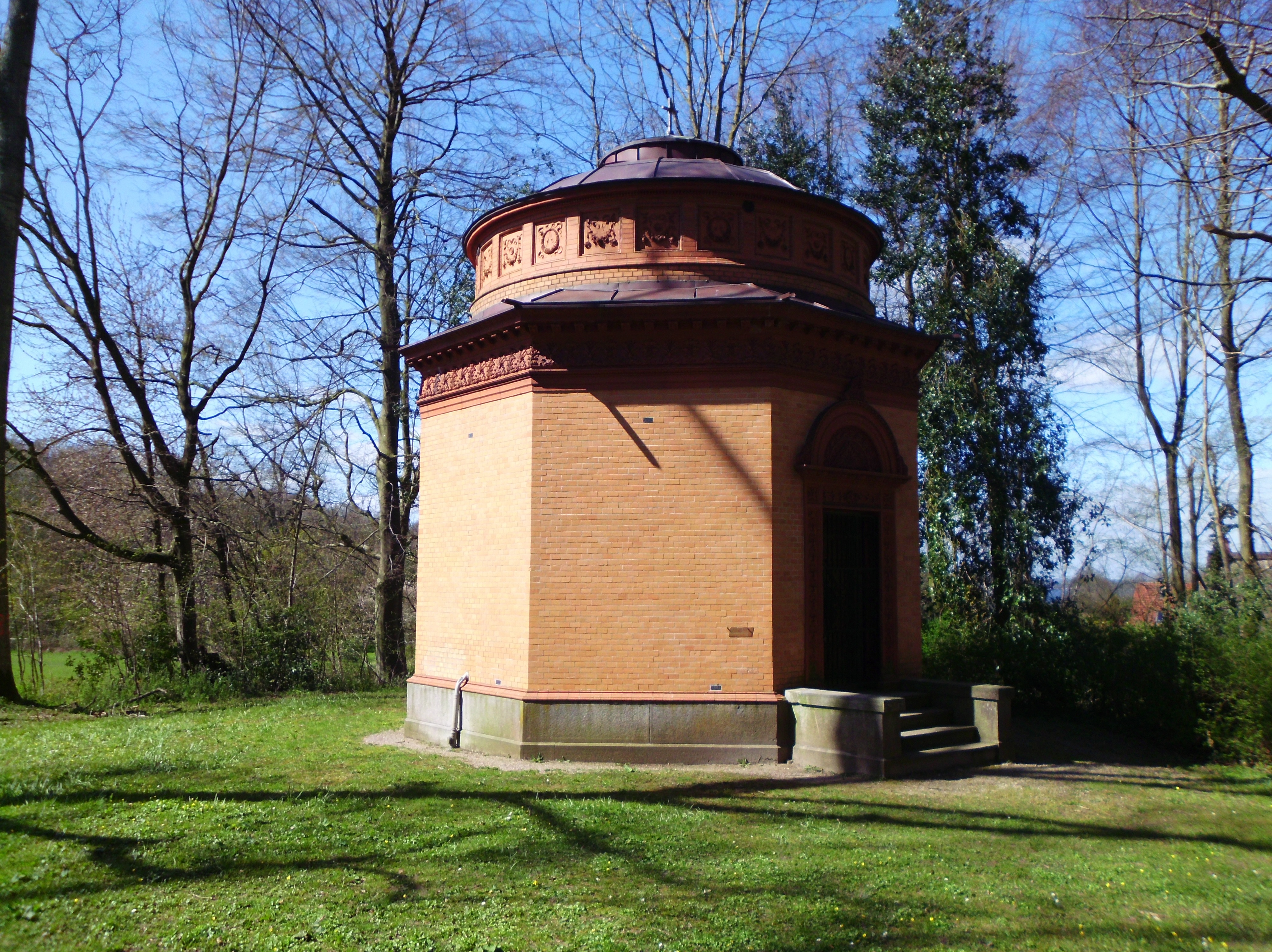
Mausolée des comtes von Noer, domaine de Noer

## Source de la traduction
- (de) Cet article est partiellement ou en totalité issu de l’article de Wikipédia en allemand intitulé « Heinrich Moldenschardt » (voir la liste des auteurs).